# مختاریه
مختاریه، پیروان مختار ابن ابوعبیده ثقفی می‌باشند که به امامت محمد بن حنفیه پس از علی بن ابیطالب قائل هستند و جزیی از فرقه کیسانیه محسوب میشوند. مختار همچنین به منتقم کربلا شهرت دارد که در سال ۶۶قمری بر علیه حکومت کوفه قیام کرد و پس از پیروزی و احاطه کوفه تمامی قاتلان حسین بن علی و ۷۲ تن از یارانش در عاشورا را به قتل رساند و سرانجام در سال ۶۷ توسط لشکر مصعب بن زبیر کشته شد.
عقاید و احکام فرقه مختاریه با شیعه دوازده امامی اختلاق و شباهات هایی دارد.بعضی از عقاید مختاریه عبارتند از:
۱-نماز مانند شیعه دوازده امامی
۲-اعتقاد نداشتن به علم غیب ائمه حتی محمد بن حنیفه
۳-واجب بودن تقلید از علمای مختاریه در زمان غیبت محمد بن حنیفه